# Angola, Indiana
Angola är en stad (city) i Steuben County, i delstaten Indiana, USA. Enligt United States Census Bureau har staden en folkmängd på 8 578 invånare (2011) och en landarea på 16,4 km². Angola är huvudort i Steuben County.